# Кръстю Бояджиев
Кръстю Иванов Бояджиев е български протестантски пастор и просветен деец от Източна Македония.

## Биография
Роден в 1873 година в мехомийското село Елешница, тогава в Османската империя, в семейството на протестантски книжар. Завършва Американския колеж в Самоков. В 1891 година заминава да учи в Съединените щати, където едновременно работи за да се издържа. В 1909 година се завръща в Османската империя и започва да преподава в Американското земеделско училище в Солун. През 1911 година става пастор в църквата в Банско, където служи в продължение на 14 години. След това шест години е пастор в протестантската църква в Елешница и други седем години – в Разлог.
Умира на 4 юни 1937 година в Разлог.